# Johann Writz
Johann Writz (* 14. Dezember 1805 in Bleiburg/Pliberk, Bez. Völkermarkt; † 8. April 1876 ebenda) war ein österreichischer Grundbesitzer und Politiker.

## Leben
Writz war der Sohn des Realitätenbesitzers Josef Writz und dessen Ehefrau Maria geborene Roßmann. Er war römisch-katholischer Konfession und heiratete in erster Ehe Maria Schipp(e)l. Aus der Ehe ging eine Tochter und ein Sohn hervor. Aus einer zweiten Ehe mit Karoline Grasser ging ein Sohn hervor.
Writz lebte als Gastwirt und Realitätenbesitzer (unter anderem das Gut Sorgendorf) und als k.k. Postexpeditor in Bleiburg. Ab September 1865 erfolgte eine Exekution aller Realiten.
Vom 17. Juli 1848 bis zum 4. März 1849 war er Abgeordneter im Provisorischen Kärntner Landtag.